# 比亚纳多沃洛
比亚纳多沃洛，是西班牙加利西亚自治区奥伦塞省的一个市镇。总面积270平方公里，2001年总人口3893人，人口密度14人/平方公里。